# Rotor-Syndrom
Das Rotor-Syndrom – selten auch Rotor-Manahan-Florentin-Syndrom – ist eine sehr seltene, gutartige, autosomal-rezessive Erbkrankheit, die beide Geschlechter betrifft und klinisch dem Dubin-Johnson-Syndrom ähnelt.
Wenngleich es hauptsächlich auf den Philippinen auftritt, wird das wissenschaftliche Interesse an beiden Störungen dadurch begründet, dass deren Untersuchung einen Einblick in die Transportvorgänge in der Leber ermöglicht.
Ursächlich ist der Transport von konjugiertem Bilirubin aus der Leberzelle in die Gallenkanälchen durch den MRP-2-Kanal defekt.

## Symptome
Patienten mit einem Rotor-Syndrom weisen in der Regel außer einer Gelbsucht (Ikterus) keine Symptome auf. Das gelegentliche Auftreten von Bauchschmerzen und Fieber wird erwähnt, wobei es sich hier um so unspezifische Befunde handelt, dass vage auch von „konstitutionellen Symptomen“ gesprochen wird.

## Laborbefunde
Im Blut lassen sich ein erhöhtes direktes Bilirubin (3–10 mg/dl) ohne Hämolysezeichen nachweisen. Eine Hepatopathie mit Zellnekrosen liegt nicht vor, daher sind die Werte der Transaminasen stets normal, genauso wie die Aktivität der alkalischen Phosphatase.

## Geschichte
Erstmals beschrieben die philippinischen Ärzte A. Florentin, L. Manahan und Arturo Belleza Rotor die Störung. Zunächst mit dem Dubin-Johnson-Syndrom gleichgesetzt, konnten 1976 Wolkoff et al. mittels Untersuchungen der Koproporphyrin-Ausscheidung im Urin feststellen, dass es sich um zwei unterschiedliche Krankheitsbilder handeln müsse.